# Catochrysops pampolis
Catochrysops pampolis är en fjärilsart som beskrevs av Druce 1905. Catochrysops pampolis ingår i släktet Catochrysops och familjen juvelvingar. Inga underarter finns listade i Catalogue of Life.